# 沙尔穆瓦-德旺布吕耶尔
沙尔穆瓦-德旺布吕耶尔（法語：Charmois-devant-Bruyères，法語發音：[ʃaʁmwa dəvɑ̃ bʁɥijɛʁ] ⓘ，意为“布吕耶尔前方的沙尔穆瓦”）是法国大東部大區孚日省的一个市镇，属于埃皮纳勒区。

## 地理
沙尔穆瓦-德旺布吕耶尔（48°10'6"N, 6°35'35"E）面积6.61 平方千米，位于法国大東部大區孚日省，该省份为法国东北部内陆省份，北起默兹省和默尔特-摩泽尔省，西接上马恩省，南至上索恩省和贝尔福地区省，东临上莱茵省和下莱茵省。
与沙尔穆瓦-德旺布吕耶尔接壤的市镇（或旧市镇、城区）包括：勒鲁利耶、艾杜瓦勒、拉巴夫、舍尼梅尼勒。

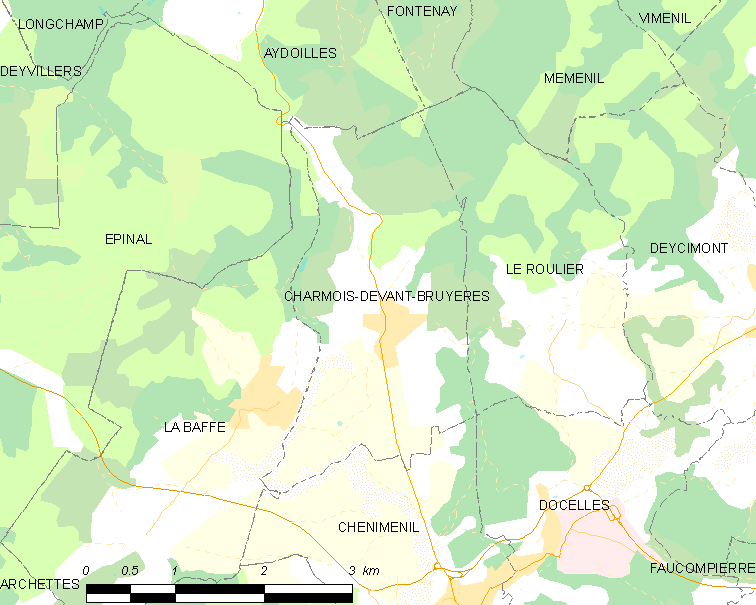
沙尔穆瓦-德旺布吕耶尔的OSM定位图

沙尔穆瓦-德旺布吕耶尔的时区为UTC+01:00、UTC+02:00（夏令时）。

## 行政
沙尔穆瓦-德旺布吕耶尔的邮政编码为88460，INSEE市镇编码为88091。

## 政治
沙尔穆瓦-德旺布吕耶尔所属的省级选区为布吕耶尔县。

## 人口

1962-2008年间沙尔穆瓦-德旺布吕耶尔人口变化图示

沙尔穆瓦-德旺布吕耶尔于2022年1月1日时的人口数量为379人。